# Julien Ictoi
Julien Ictoi (Poissy, 22 marzo 1978) è un ex calciatore francese, di ruolo difensore.

## Carriera

### Club
Comincia a giocare al Mantes, in cui milita fino al 2006. Nel 2006 passa al Quevilly. Nel 2007 si trasferisce al Pacy Vallée-d'Eure. Nel 2008 torna al Mantes. Nel 2010 viene acquistato dal Moulien.

### Nazionale
Debutta in Nazionale il 23 settembre 2010, in Guadalupa-Nuova Caledonia (1-1). Ha partecipato, con la Nazionale, alla Gold Cup 2011. Ha collezionato in totale, con la maglia della Nazionale, 14 presenze.

## Palmarès

### Club

#### Competizioni nazionali
- Division d'Honneur de Guadeloupe: 4

Moulien: 2010-2011, 2012-2013, 2013-2014, 2014-2015
- Coupe de Guadeloupe: 3

Moulien: 2013, 2014, 2017